# Комплексная логистика
Комплексная логистика — системный подход к организации всего цикла жизни товара и связанных с ним мероприятий в период от момента производства его комплектующих до момента потребления. Это эффективная система управления материальными, информационными и финансовыми потоками, связанными с жизненным циклом товара.
Комплексный подход к логистическому процессу позволяет сократить или нейтрализовать риски неопределённости, под влиянием которых находится функциональный цикл жизни товара.

## Основные понятия
Неопределённость — структура функционального цикла. Хозяйственные условия и качество каждый раз сочетаются случайным образом, что создаёт неопределённость, которая определяется изменчивостью характера исполнения этапов: передачи заказов, обработки, комплектования, транспортировки, доставки потребителю и возврата заказов.
Главным объектом анализа логистической системы является функциональный цикл исполнения заказа. Основная задача логистического агента — спланировать структуру функционального цикла, которая позволит выполнять задачи логистики как можно быстрее, но главное равномернее.
Минимальным цикл можно считать, если нежелательные обстоятельства преодолены в кратчайшие сроки. Максимальным — если преодоление тех же самых нежелательных обстоятельств потребовало предельно большого временного периода.
Задача управления функциональным циклом- обеспечить согласованность действий, контролируя изменчивость в отдельных видах деятельности, по возможности добиться завершения общего цикла в нормативные или ожидаемые сроки исполнения заказа.
Цель логистического оператора — обеспечить бесперебойность и ускорение цикла обслуживания заказа.
Комплексное агентирование включает в себя:
- логистическое агентирование,
- таможенное агентирование,
- страховое агентирование,
- контрактное агентирование,
- финансовое агентирование.

Логистическое агентирование — это построение оптимальной цепи поставки, обработка и хранение комплектующих и товаров на складах, организация транспортировки в международном пространстве.
Таможенное агентирование — мероприятия по выбору пункта таможенного оформления, сбор и подготовка документов, заблаговременное декларирование товаров до их прихода на пункт таможенного контроля, взаимодействие с таможенными органами в процессе оформления товаров.
Страховое агентирование — включает определение оптимального соотношения страховой премии, страховой суммы и рисков, выбор страхового партнёра, оформление документов, страховое сопровождение груза в течение всего цикла поставки, достоверную оценку ущерба, если таковой возник, организацию страховой выплаты.
Контрактное агентирование — специальный продукт, индивидуально разработанный для решения комплекса задач Клиента по логистическому обеспечению бизнеса. Дополняет, усиливает и придаёт новые возможности уже существующему логистическому подразделению компании Клиента при разовом, либо постоянном увеличении объёмов логистической работы, дефиците трудовых и финансовых ресурсов (сезонные пики, запуски новых проектов, др.). Обеспечивает возможность полной концентрации Клиента на основном бизнесе, экономит ресурсы и время, позволяет сократить деятельность, не относящуюся к основному бизнесу, чем повышает эффективность основного бизнеса Клиента.
Финансовое агентирование — специальные финансовые инструменты или их комплекс, позволяющие оптимизировать международные финансовые потоки, связанные функциональным циклом товара.
Оценка эффективности комплексного агентирования
Комплексное агентирование относит риски и ответственность, возникающие в связи с исполнением поручений Клиента на счёт Агента — единого центра ответственности системы комплексного агентирования.
Клиент получает существенное снижение рисков, финансовое, логистическое и организационное обеспечение для роста общего количества отгрузок, что значительно увеличивает итоговый объём выручки, положительным образом влияет на абсолютные и относительные показатели деятельности.
Вознаграждение за комплексное агентирование зависит от согласованной технологической схемы работы, условий контракта, оборотов, частоты поставок, особенностей товарной номенклатуры, схем поставок, сроков и маршрутов доставки, состояния рынка, оценки рисков.

## Риски и ответственность при комплексном подходе
Риски в системе комплексного агентирования
Основными рисками являются:
- ликвидные риски несвоевременной оплаты товаров и услуг;
- кредитные риски неплатёжеспособности дебиторов;
- процентные риски резкого изменения стоимости кредитных ресурсов;
- валютные риски, связанные с неблагоприятным изменением курсов валют;
- ценовые риски, связанные с неблагоприятным изменением ценовых индексов;
- операционные риски, вызванные ошибками или несовершенством процессов в организации, ошибками или недостаточной квалификацией персонала или неблагоприятными внешними событиями.

К операционным рискам относятся:
- Риск персонала — риск потерь, связанный с ошибками сотрудников, мошенничеством, недостаточной квалификацией, неустойчивостью штата, изменений в трудовом законодательстве и т. д.
- Риск процесса — риск потерь, связанный с ошибками в процессах, операциях, расчётов, учёта, отчётности, ценообразования и т. д.
- Риск технологий — риск потерь, обусловленных несовершенством используемых технологий — недостаточной ёмкостью систем, их неадекватностью проводимым операциям, используемым данным и т. д.
- Риски среды — риски потерь, связанные с нефинансовыми изменениями в среде — изменениями в законодательстве, политическими изменениями, изменениями системы налогообложения и т. д.
- Риски физического вмешательства — риски потерь, связанные с непосредственным физическим вмешательством в деятельность организации, — стихийными бедствиями, пожарами, ограблениями, терроризмом, действиями фискальных органов и т. д.
- Таможенные риски — риски обусловленные номенклатурой товаров риска, перемещаемых через таможенную границу Российской Федерации
- Управление рисками. Конфликт интересов

Не менее важным и редко принимаемым в расчёт при оценке рисков системы функционального цикла товаров является риск конфликта интересов между акционерами и сотрудниками компании-клиента:
Сотрудники компании никогда полностью не смогут покрыть значительных убытков своими средствами. Рост личных доходов сотрудников (бонусы, премии) связаны с увеличением объёмов доходности и рискованности операций.
Интерес сотрудников — увеличение доходности, интенсивности, агрессивности деятельности компании — то есть увеличение объёмов и уровней риска операций, как средства доходности.
Акционеры вынуждены покрывать собственными средствами возможные убытки компании и не заинтересованы в увеличении риска и размера таких убытков.
Интерес акционеров — увеличение доходности операций с ограничением на риск.
Профессиональный логистический агент регулирует аппетит риска у сотрудников в соответствии с интересами акционеров компании-клиента.
Передача рисков Агенту обеспечивает:
- устранение базиса конфликта интересов при поставках товаров и логистическом обеспечении ВЭД
- получение прибыли Клиентом при оптимальном, приемлемом для собственников (акционеров) компании-клиента соотношении затрат и степени риска
- устойчивое и максимально эффективное функционирование компании-клиента
- стабильность развития и роста в долгосрочной перспективе.

Ответственность комплексного логистического Агента — это ответственность:
- за своевременность и полноту финансирования логистического обеспечения поставок, в соответствии с условиями
- за обеспечение сохранности грузов и транспортных средств
- за достоверность информации при таможенном оформлении
- за своевременность подготовки, комплектность и содержание документов
- за декларирование товаров и транспортных средств
- за представление таможенному органу Российской Федерации документов и дополнительных сведений, необходимых для таможенных целей
- за предъявление декларируемых товаров и транспортных средств
- за обеспечение уплаты таможенных платежей и иных платежей, предусмотренных Таможенным кодексом Российской Федерации
- за сокращение сроков таможенного оформления товаров и транспортных средств, в рамках, определённых законодательством Российской Федерации
- за разрешение спорных вопросов, которые могут возникнуть в ходе таможенного оформления и таможенного контроля
- за простой транспортных средств, вследствие ненадлежащего оформления документов

за ненадлежащее исполнение своих обязанностей перед таможенными органами
- за утраченные, повреждённые, неправильно адресованные или не доставленные грузы
- за обеспечение конфиденциальности и своевременное принятие необходимых мер предотвращения разглашения полученной технической, финансовой и иной информации, связанной с исполнением поручений Клиента.

## Преимущества и выгоды комплексного подхода в логистике
Преимущество № 1 — комплексное преимущество
Комплексное агентирование = комплексное преимущество и выгода Клиента
1. позволяет на регулярной основе передавать риски профессиональному Агенту
2. дополняет, усиливает и придаёт новые возможности уже существующему логистическому подразделению компании Клиента при разовом, либо постоянном увеличении объёмов логистической работы, дефиците трудовых и финансовых ресурсов (сезонные пики, запуски новых проектов, др.)
3. обеспечивает возможность полной концентрации Клиента на основном бизнесе, экономит ресурсы и время, позволяет сократить деятельность, не относящуюся к основному бизнесу, чем повышает эффективность основного бизнеса Клиента.

Другие преимущества для Клиента использования комплексного логистического сервиса:
- уклонение от рисков
- льготные условия оплаты
- пополнение оборотных средств
- повышение ликвидности дебиторской задолженности
- ускорение оборачиваемости оборотных средств
- улучшение структуры баланса и появление новых возможностей для кредитов на расширение бизнеса или начало работы с новой группой товаров
- расширение доли на рынке
- рост объёма закупок
- расширение ассортимента
- рост объёма продаж
- рост прибыли.

Маршрутные отправки сборных грузов по расписанию
Одним из наиболее современных и эффективных инструментов, используемых при реализации концепции комплексного логистического сервиса, являются регулярные отправки партий сборных грузов по определённым маршрутам в соответствии с заранее установленным расписанием. Логистическое агентирование при операциях со сборными грузами требует максимального контроля за материальными, финансовыми и информационными потоками в режиме реального времени, поскольку подвержено влиянию максимального количества разнообразных рисков и связано с пересечением интересов наибольшего количества участников логистического рынка. Преимуществом маршрутных отправок по расписанию является дополнительная возможность для Клиента самостоятельно и заблаговременно планировать свои отправки на конкретный рейс, что оптимизирует процесс планирования смены стадий жизненного цикла товаров.